# Moisés Morillo
Moisés Morillo Gullón (San Cebrián de Castro, Zamora, 11 de mayo de 1926-Zamora, 1 de abril de 2010), fue un sacerdote diocesano de Zamora, párroco de Torregamones entre 1957 y 2001 y párroco emérito de la misma localidad entre 2001 y 2010.
Fue ordenado presbítero el 20 de junio de 1950 y nombrado párroco de Torregamones en 1957, desempeñando su ministerio sacerdotal en el arciprestazgo de Sayago hasta su jubilación en el año 2001. Fue el encargado también de las parroquias de Gamones y Argañín, aunque posteriormente dejaría esta última para hacerse cargo de la de Monumenta. También tuvo experiencia misionera en América Latina, donde fue enviado con otros sacerdotes de la diócesis de Zamora.
Era aficionado a la electrónica, reparaba electrodomésticos, fue pionero llevando al pueblo el primer teléfono, modernizó la sonorización dentro de la iglesia e instaló un equipo hi-fi en el campanario a través del cual se podía seguir la misa desde el exterior. Abrió un tele-club junto a la iglesia y promovió el juego de la pelota a mano en el frontón. Durante el casi medio siglo que permaneció en Torregamones fue uno de los principales impulsores del desarrollo y adaptación a los nuevos tiempos del mismo. 
Desde su jubilación trasladó su residencia a Zamora, donde colaboraba en la parroquia del Espíritu Santo.
Falleció en la madrugada del Jueves Santo de 2010 a los 83 años, en su casa, después de una afección pulmonar.
| Predecesor: don Eloy | Párroco de Torregamones 1957-2001 | Sucesor: Luis A. García |